# Franzobel

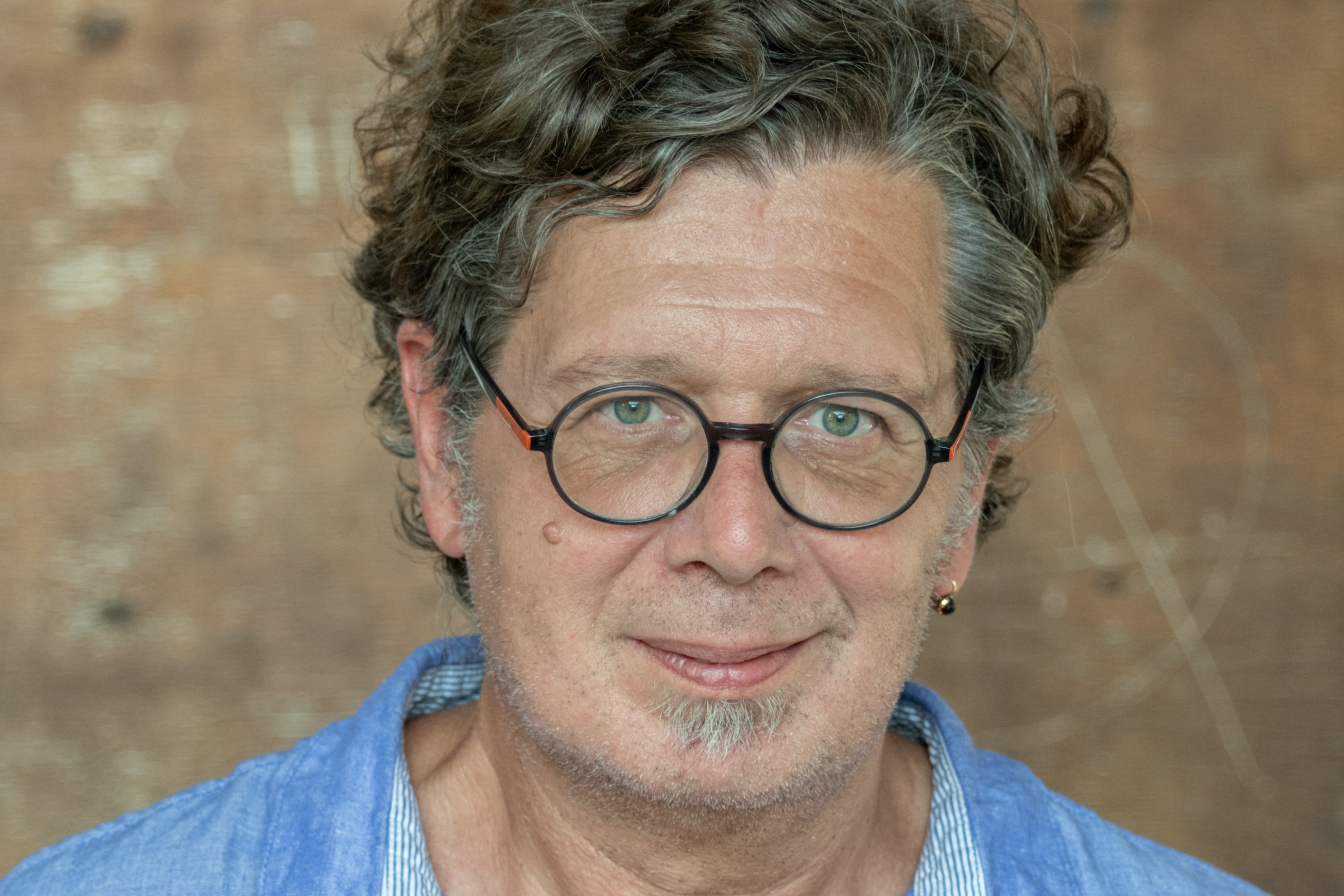
Franzobel (2024)

Franzobel (* 1. März 1967 in Vöcklabruck, Oberösterreich; eigentlich Franz Stefan Griebl) ist ein österreichischer Schriftsteller.

## Leben
Franzobel wuchs in Pichlwang in einer oberösterreichischen Industriesiedlung auf. Familiär stammt er aus dem Arbeiter- bzw. Handwerkermilieu: Der Vater arbeitete im Chemiewerk, der Großvater betrieb ein Tapeziergeschäft und der Urgroßvater war Bierausfahrer. Franzobel absolvierte die Höhere Technische Lehranstalt für Maschinenbau in Vöcklabruck und wollte anfänglich Erfinder werden oder Welthandel studieren. Jedoch studierte er von 1986 bis 1994 schließlich Germanistik und Geschichte an der Universität Wien. Nebenbei arbeitete er 1987 bis 1992 als Statist am Wiener Burgtheater und war unter dem Pseudonym „Franz Zobl“ bis 1991 als bildender Künstler tätig. Daneben war er als bildender Künstler aktiv, wobei er es schaffte, mehrere kleine Ausstellungen seiner Bilder in Kaffeehäusern auf die Beine zu stellen. Das Studium schloss er mit einer Diplomarbeit über Visuelle Poesie ab. Schon während seines Studiums lernte Franzobel einige Schriftsteller kennen und begann auch selbst mit dem Schreiben, seit 1989 ist er freier Schriftsteller. Sein erster großer Preis für sein literarisches Wirken war der Ingeborg-Bachmann-Preis, welchen er 1995 gewinnen konnte. Er ist außerdem der erste Preisträger des Arthur-Schnitzler-Preises, der seit 2002 vergeben wird. Zurzeit lebt er in Wien, Pichlwang, Buenos Aires und Orth an der Donau.
In einem Standard-Interview 2004 erklärte Franzobel, dass es zahlreiche Legenden über die Herkunft seines Künstlernamens gebe. Gemäß einer stamme der Name von einer Fußballübertragung im Fernsehen (Frankreich gegen Belgien), bei der ihm die Bildmarke „FRAN 2:0 BEL“ ins Auge gestochen sei, die er als „Franzobel“ gelesen habe. In einem 2021 erschienenen Artikel in der Presse stellte der Dichter klar, dass dies Unsinn ist, und erklärte, der Name sei eine Kombination aus dem Vornamen seines Vaters, Franz, und dem Geburtsnamen seiner Mutter, Zobl.
Franzobel hat einen Sohn, geb. 1998, mit der bildenden Künstlerin Carla Degenhardt. Im April 2010 wurde er ein zweites Mal Vater – Mutter ist seine Ehefrau und künstlerische Partnerin, die Schauspielerin Maxi Blaha. Maxi Blaha und Franzobel leben jedoch seit 2018 getrennt.
Im März 2022 schrieb er einen Gastbeitrag im Standard über den Russischen Überfall auf die Ukraine 2022. Er riet der Ukraine, sich zu ergeben, und schrieb: „Gegenwärtig sind es testosteronschäumende Söldner, die ihre Kriegsphantasien ausleben wollen. Paintballerprobte Köche, Banker, Familienväter, aber auch die bärtigen Ferdln des grimmig dreinschauenden Tschetschenen-Waldschrats (. . .). Gut, mag man denken, sollen sich diese Reserve-Rambos gegenseitig das Restgehirn wegpusten.“ Der Beitrag rief ein mediales Echo hervor. Der Autor und Journalist Martin Pollack nannte den Beitrag von Franzobel im Falter „schändlich und dumm.“ Er bezeichnete Franzobel als „Apologet eines skrupellosen Diktators und Schlächters“. Der Literaturkritiker Paul Jandl schrieb in der NZZ, Franzobel „hielte besser den Mund“, und attestierte ihm „historische Ahnungslosigkeit“.

## Schaffen
Neben seiner literarischen Tätigkeit (er publiziert im Eigenverlag, in Kleinverlagen und innerhalb von Mail-Art-Projekten) arbeitete Franzobel als Maler (Concept Art bis 1992). Er hat zahlreiche Theaterstücke, Prosatexte und Lyrik veröffentlicht, die in der Spannung zwischen Strukturen und Experiment stehen. So arbeitete er beispielsweise mit automatisierter Übersetzung, unter anderem im Periodikum Rampe. Seine großen Romane sind dagegen eine Mischung aus phantastischem Realismus, Sprachspiel und Wiener Volksstück. Franzobel stellt „seine Welt“ als skurril, voller Humor und Anspielungen auf die Zeitgeschichte dar.
Sein Werk ist von den Dadaisten, der Wiener Gruppe und Heimito von Doderer beeinflusst. Selbst hat er sich einmal als „literarischen Aktionisten“ bezeichnet, der vor allem das Konzept des Individualanarchismus verfolgt. Er schreibt auch für Kinder, z. B. das Bilderbuch Schmetterling Fetterling (2004) und das Theaterstück Moni und der Monsteraffe (2006). Letzteres wird seit Oktober 2006 im Kabarett Niedermair gespielt. Von 1994 bis 1998 betreute er den Kleinverlag Edition ch.
Franzobel ist Anhänger des Fußballklubs SK Rapid Wien. Über seine Fußballleidenschaft erschien 2006 ein Erzählband mit dem Titel Der Schwalbenkönig. Franzobel nahm an der ORF-Fußballshow „Das Match“ teil, wurde aber in der zweiten Folge (als erster von drei Mitspielern) von der Mannschaft aus dem Team gewählt.
In seinem Theaterstück von 2010 über Bertha Pappenheim (1859–1936), eine Patientin von Sigmund Freud und Josef Breuer, interessierte ihn, „ob die Hysterie tatsächlich stattgefunden hat“ oder ob Pappenheim als junge Frau nur in ihren Arzt Josef Breuer verliebt war. Pappenheim gilt als die erste psychoanalytische Patientin überhaupt. Das Stück Die Pappenheimer oder das O der Anna O hatte am 4. Oktober 2010 am Schauspielhaus Wien seine Uraufführung unter der Regie von Jan-Christoph Gockel.
Franzobel, der sich als „Querdenker“ sieht, setzt sich auch mit aktuellen Fragen der Wissenschaft auseinander, so etwa in seinem 2011 publizierten Buch LHC.
Seine Theaterstücke wurden unter anderem in Mexiko, Argentinien, Chile, Dänemark, Frankreich, Polen, Rumänien, der Ukraine, Italien, Russland und den USA gezeigt. Übersetzungen liegen bislang in 23 Sprachen vor.
Sein Satire-Kriminalroman Groschens Grab (2015) wurde in der Bearbeitung von Susanne Hoffmann zum Hörspiel Groschens Grab – Ein Wiener Herbstkrimi.
Zur Musik von Gerd Hermann Ortler schrieb er das Libretto zu Wolf – Das Mystical über den heiligen Wolfgang. Die Uraufführung auf der Salzkammergut-Seebühne im Mai 2024 inszenierte Viktoria Schubert.
Am 7. Februar 2025 war er zu Gast in der ZDF-Sendung Das Literarische Quartett.

## Auszeichnungen
- 1992: Linzer Stadtschreiber
- 1994: Wiener Werkstattpreis für Literatur
- 1995: Ingeborg-Bachmann-Preis für Die Krautflut
- 1997: Wolfgang-Weyrauch-Förderpreis der Stadt Darmstadt
- 1998: Kasseler Literaturpreis für grotesken Humor
- 1998: Floriana Literaturpreis
- 2000: Bert-Brecht-Medaille
- 2002: Arthur-Schnitzler-Preis
- 2003: Goldene Ehrennadel der Marktgemeinde Lenzing für kulturelle Verdienste
- Zehn besondere Bücher zum Andersentag
  - 2004: für Die Nase
  - 2005: für Schmetterling Fetterling
- 2005: Nestroy-Theaterpreis Bestes Stück – Autorenpreis
- 2005: Nestroy-Theaterpreis Spezialpreis
- 2005: Longlist zum Deutschen Buchpreis mit Das Fest der Steine oder Die Wunderkammer der Exzentrik
- 2006: Buch.Preis für Das Fest der Steine oder Die Wunderkammer der Exzentrik
- 2007: Vöckla Award Sonderpreis für Kultur
- 2008: Inselschreiber auf Sylt
- 2012: Residenzschreiber in Sarajewo
- 2015: Stadtschreiber in Split
- 2017: Nicolas-Born-Preis (Hauptpreis)
- 2017: Shortlist zum Deutschen Buchpreis für Das Floß der Medusa
- 2017: Bayerischer Buchpreis für Das Floß der Medusa[15]
- 2017: Stadtschreiber in Weißenburg in Bayern
- 2019: Fine Crime Award für Rechtswalzer[16]
- 2020: Dresdner Stadtschreiber[17]
- 2021: Longlist zum Deutschen Buchpreis mit Die Eroberung Amerikas

## Werke

### Bücher
- Thesaurus. Ein Gleiches. Gedichte. Eigenverlag, 1992.
- Das öffentliche Ärgernis. Prosa. edition selene, Klagenfurt 1993.
- Überin. Die Gosche. Prosa. Illustrationen: Franzobel. edition selene, Klagenfurt 1993.
- Masche und Scham. Die Germanistenfalle – Eine Durchführung & Das öffentliche Ärgernis. Proklitikon. Edition Selene, Klagenfurt 1993.
- Die Musenpresse. Aus einem Roman von Margarete Lanner. Mit mehreren Bildnachweisen. Ritter, Klagenfurt 1994.
- Elle und Speiche. Modelle der Liebe. Gedichte und Prosa. Das Fröhliche Wohnzimmer, Wien 1994.
- Ranken. Prosa. Illustrationen: Carla Degenhardt. edition selene, Klagenfurt 1994.
- Hundshirn. Prosa. Illustrationen: Franzobel. Blattwerk, Linz 1995.
- Die Krautflut. Erzählung. Nachw.: Thomas Eder. Suhrkamp, Frankfurt am Main 1995.
- Schinkensünden. Ein Katalog. Ritterverlag, Klagenfurt 1996.
- mit Christian Steinbacher: Unter Binsen. edition gegensätze, Graz 1996.
- Linz. Eine Obsession. Janus Press, München/Berlin 1996.
- Der Trottelkongreß. Commedia dell’pape. Ein minimalistischer Heimatroman. Ritterverlag, Klagenfurt/Wien 1998.
- Böselkraut und Ferdinand. Ein Bestseller von Karol Alois. Paul Zsolnay Verlag, Wien 1998.
- Das öffentliche Ärgernis. Proklitikon. & Masche und Scham. Die Germanistenfalle – eine Durchführung. Edition Selene, Wien 1998.
- Met ana oanders schwoarzn Tintn. Dulli-Dialektgedichte. Verlag Bibliothek der Provinz, Weitra 1999, ISBN 3-85252-305-2. (In Anspielung auf H. C. Artmann)
- Scala Santa oder Josefine Wurznbachers Höhepunkt. Roman. Paul Zsolnay Verlag, Wien 2000 (als Taschenbuch: Piper Verlag, München/Zürich 2002).
- Volksoper – Olympia. 2 Stücke. Verlag Bibliothek der Provinz, Weitra 2000, ISBN 3-85252-336-2.
- Best of. Die Highlights. Edition Aramo, Krems/Stein 2001.
- Shooting Star. Ritterverlag, Klagenfurt 2001 (aufgrund rechtlicher Auseinandersetzungen vom Markt genommen).
- Austrian Psycho oder Der Rabiat Hödlmoser. Ein Trashroman in memoriam Franz Fuchs. Verlag Bibliothek der Provinz, Weitra 2001, ISBN 3-85252-414-8.
- Mayerling. Die österreichische Tragödie. Stück, Materialien, Collagen. 1. Auflage. Passagen Verlag, Wien 2002, ISBN 978-3-85165-514-8.
- Lusthaus oder Die Schule der Gemeinheit. Roman. Paul Zsolnay Verlag, Wien 2002.
- Mundial. Gebete an den Fußballgott. Literaturverlag Droschl, Graz/Wien 2002.
- Mozarts Vision. Stück, Materialien, Collagen. 1. Auflage. Passagen Verlag, Wien 2003, ISBN 978-3-85165-611-4.
- Luna Park. Vergnügungsgedichte. Paul Zsolnay Verlag, Wien 2003.
- Totentanz (Druck der Quetsche 45). Mit farbig hinterlegten Lithografien von Helge Leiberg. Verlag für Buchkunst, Witzwort 2003 (erschienen in drei verschiedenen Ausgaben).
- Zirkusblut oder Ein Austrian-Psycho-Trashkrimi, zweiter Teil. Verlag Bibliothek der Provinz, Weitra 2004, ISBN 3-85252-584-5.
- Über die Sprache im sportiven Zeitalter. Verlag Bibliothek der Provinz, Weitra 2004, ISBN 3-902416-04-1.
- Wir wollen den Messias jetzt oder Die beschleunigte Familie. 1. Auflage. Passagen Verlag, Wien 2005, ISBN 978-3-85165-707-4.
- Der Narrenturm. 1. Auflage. Passagen Verlag, Wien 2005, ISBN 978-3-85165-660-2.
- Das Fest der Steine oder Die Wunderkammer der Exzentrik. Paul Zsolnay Verlag, Wien 2005.[18]
- Hunt oder der totale Februar. Verlag Bibliothek der Provinz, Weitra 2006, ISBN 3-85252-741-4.
- Der Schwalbenkönig oder Die kleine Kunst der Fußball-Exerzitien. Ritterverlag, Klagenfurt/Wien 2006.
- Liebesgeschichte. Roman. Paul Zsolnay Verlag, Wien 2007.[19]
- Franzobels großer Fußballtest. Picus Verlag, Wien 2008.
- Zipf oder die dunkle Seite des Mondes. Verlag Bibliothek der Provinz, Weitra 2008, ISBN 978-3-85252-892-2.
- Kreisky. Ein Stück zur Volkshilfe. Verlag Bibliothek der Provinz, Weitra 2008, ISBN 978-3-85252-927-1.
- Lady Di oder Die Königin der Herzen. Eine Farce vom Begehren. 1. Auflage. Passagen Verlag, Wien 2008, ISBN 978-3-85165-832-3.
- Österreich ist schön, Ein Märchen. Paul Zsolnay Verlag, Wien 2009, ISBN 978-3-552-05473-8.
- mit Franz Novotny, Gustav Ernst: Filz oder ein Wirtschafts-Flip-Fop-Schmierfilm mit Blutsauger-Blues und Lucky-Strike-Fondue aus dem Land der Bawagbabas, auch EXIT III genannt. Ritterverlag, Klagenfurt 2009, ISBN 978-3-85415-449-5.
- Moser oder Die Passion des Wochenend-Wohnzimmergottes. Passagen Verlag, Wien 2010, ISBN 978-3-85165-831-6.
- Romeo und Julia in Purkersdorf. Drei Volksstücke. Passagen Verlag, Wien 2011, ISBN 978-3-85165-990-0.
- Der Boxer oder Die Zweite Luft des Hans Orsolics. Passagen Verlag, Wien 2011, ISBN 978-3-85165-989-4.
- Hirschen oder die Errettung Österreichs. Verlag Bibliothek der Provinz, Weitra 2011, ISBN 978-3-85252-997-4.
- Prinzessin Eisenherz. Verlag Bibliothek der Provinz, Weitra 2011, ISBN 978-3-902416-91-9.
- Faust. Der Wiener Teil. Ein Lustspiel. Passagen Verlag, Wien 2012, ISBN 978-3-7092-0045-2.
- Was die Männer so treiben, wenn die Frauen im Badezimmer sind. Paul Zsolnay Verlag, Wien 2012.
- Yedermann. Oder der Tod steht ihm gut. Passagen Verlag, Wien 2013, ISBN 978-3-7092-0089-6.
- Steak für alle. Der neue Fleischtourismus. mikrotext, Berlin 2013, ISBN 978-3-944543-03-1.
- Adpfent. Ein Kindlein brennt. Verlag Bibliothek der Provinz, Weitra 2013, ISBN 978-3-99028-282-3.
- Wiener Wunder. Kriminalroman. Paul Zsolnay Verlag, Wien 2014, ISBN 978-3-552-05690-9.
- Bad Hall Blues. Eine Oberösterreicherelegie. Kehrwasserverlag, Linz 2014, ISBN 978-3-902786-27-2.
- Metropolis oder Das große Weiche Herz der Bestie. Passagen Verlag, Wien 2014, ISBN 978-3-7092-0128-2.
- Othello oder Ein Schlechter von Hernals. Passagen Verlag, Wien 2014, ISBN 978-3-7092-0129-9.
- Hamlet oder Was ist hier die Frage? Passagen Verlag, Wien 2015, ISBN 978-3-7092-0194-7.
- Groschens Grab. Kriminalroman. Paul Zsolnay Verlag, Wien 2015, ISBN 978-3-552-05743-2.
- Ich Zarah oder das wilde Fleisch der letzten Diva. Passagen Verlag, Wien 2016, ISBN 978-3-7092-0229-6.
- Sarajevo 14 oder Der Urknall Europas. Passagen Verlag, Wien 2017, ISBN 978-3-7092-0230-2.
- Das Floß der Medusa. Roman. Paul Zsolnay Verlag, Wien 2017, ISBN 978-3-552-05816-3.
- Rechtswalzer. Kriminalroman. Paul Zsolnay Verlag, Wien 2019, ISBN 978-3-552-05922-1.
- Die Eroberung Amerikas. Roman. Paul Zsolnay Verlag, Wien 2021, ISBN 978-3-552-07227-5.
- Heldenlieder. Mit Bildern von Ramona Schnekenburger, Edition Melos, Wien 2021, ISBN 978-3-9519842-4-7.
- Die Zauberflöte. Nach dem Libretto von Emanuel Schikaneder ediert und mit wohltemperierten Frechheiten moduliert. Illustriert von Petrus Akkordeon, Edition Melos, Wien 2022, ISBN 978-3-9505384-2-7.
- Einsteins Hirn. Roman. Paul Zsolnay Verlag, Wien 2023, ISBN 978-3-552-07334-0.[20]
- Einwürfe – Die besten Sportkolumnen. Ritterverlag, Klagenfurt 2024, ISBN 978-3-85415-667-3.
- Hundert Wörter für Schnee. Roman. Paul Zsolnay Verlag, Wien 2025, ISBN 978-3-552-07543-6.

### Kinderbücher
- Die Nase. Picus Verlag, Wien 2002, ISBN 978-3-85452-861-6
- Schmetterlin Fetterling. Picus Verlag, Wien 2004, ISBN 978-3-85452-872-2
- Moni und der Monsteraffe. Picus Verlag, Wien 2008, ISBN 978-3-85452-140-2
- Phantastasia oder die lustigste Geschichte über die Traurigkeit. Ueberreuter, Wien 2010, ISBN 978-3-8000-5534-0
- Der fliegende Zobel. Picus Verlag, Wien 2013, ISBN 978-3-85452-872-2
- Der kleine Pirat. Picus Verlag, Wien 2015, ISBN 978-3-85452-183-9

### Theaterstücke
- 1996 Das Beuschelgeflecht
- 1997 Kafka. Eine Komödie
- 1998 Paradies
- 1998 Nathans Dackel oder Die Geradebiegung der Ring-Parabel. Eine Lessingvollstreckung
- 1998 Bibapoh
- 1998 Der Ficus spricht. Minidrama für A, B, einen Volkssänger, ein Blumenmädchen und einen Gummibaum
- 1999 Phettberg. Eine Hermes-Tragödie
- 1999 Volksoper
- 2000 Olympia. Eine Kärntner Zauberposse samt Striptease
- 2001 Mayerling
- 2003 Black Jack
- 2003 Mozarts Vision
- 2004 Flugangst
- 2005 Hunt oder Der totale Februar
- 2005 Wir wollen den Messias jetzt oder die beschleunigte Familie
- 2006 Hirschen
- 2007 Z!pf oder die dunkle Seite des Mondes
- 2008 Der Impresario von Schmierna
- 2009 Prinzessin Eisenherz[21]
- 2009 Big Bang Löbinger
- 2010 Bordellballade (Songspiel, zusammen mit dem Komponisten Moritz Eggert)
- 2010 Moser oder die Passion des Wochenend-Wohnzimmergottes, UA: 25. Februar 2010, Theater in der Josefstadt, Wien
- 2010 Die Pappenheimer oder das O der Anna O. UA: 4. November 2010, Schauspielhaus, Wien
- 2011 Der Boxer oder die Zweite Luft des Hans Orsolics
- 2014 Othello, Ein Schlechter in Hernals, Wiener Lustspielhaus
- 2014 Ich Zarah oder das wilde Fleisch der letzten Diva
- 2018 Der Lebkuchenmann (Juli 2019 im Bergwaldtheater Weißenburg)
- 2020 Hanni UA: 10. März 2020, Brucknerhaus, Linz (über das Leben der Zeugin der Mühlviertler Hasenjagd, Hanni Rittenschober). Musik: Gerald Resch
- 2022 Tartuffe oder Ich glaub' was ich will!!! frei nach Molière am Wiener Lustspielhaus, Regie Viktoria Schubert[22]
- 2024 Wolf. Das Mystical. UA: 23. Mai 2024, Seebühne, Sankt Gilgen

## Sekundärliteratur
Aufsätze
- Inge Arteel: Die Erschöpfung des Subversiven. In: Sepp, Arvi, Gunther Martens (Hrsg.): Gegen den Strich: Das Subversive in der deutschsprachigen Literatur nach 1945. Lit-Verlag, Berlin 2017, S. 195–208.
- Alexander Košenina: Roman und Gemälde als,allégorie réelle'. Menschenexperiment in Franzobels und Géricaults Floß der Medusa. In: Zeitschrift für interkulturelle Germanistik, 9, 2018, S. 105–117.
- David-Christopher Assmann: Autonomie oder Verderben? Literaturbetrieb (in) der österreichischen Literatur nach 2000. In: Michael Boehringer, Susanne Hochreiter (Hrsg.): Zeitenwende. Österreichische Literatur seit dem Millennium: 2000–2010. Praesens, Wien 2011, S. 82–101. (u. a. zu Franzobel, „Shooting Star“)
- Andrea Bartl: Erstochen, erschlagen, verleumdet. Über den Umgang mit Rezensenten in der deutschsprachigen Gegenwartsliteratur – am Beispiel von Martin Walsers „Tod eines Kritikers“, Bodo Kirchhoffs „Schundroman“ und Franzobels „Shooting Star“. In: Weimarer Beiträge. Zeitschrift für Literaturwissenschaft, Ästhetik und Kulturwissenschaften, 50, 2004, Nr. 4, S. 485–514.
- Martin A. Hainz: »die wirklichkeit bläht sich weiter auf und zerplatzt«. Zu Heimito von Doderer, Oswald Wiener und Franzobel. In: Weimarer Beiträge, 50, 2004, H. 4, S. 539–558, ISSN 0043-2199.
- Günther A. Höfler: Sprachwitz und Abgrund. Franzobels Prosawelt. In: Zagreber Germanistische Beiträge, 16/2007, S. 97–110.
- Bettina Rabelhofer: Der Hunger nach Wahnsinn. Zur Subkultur des psychopathologischen Unterschlupfs: Franzobel, Soria, Hochgatterer. In: Friedbert Aspetsberger, Gerda E. Moser (Hrsg.): Leiden … Genießen. Zu Lebensformen und -kulissen in der Gegenwartsliteratur. StudienVerlag, Innsbruck-Wien-Bozen 2005, ISBN 3-7065-4167-X, S. 164–182.
- Wendelin Schmidt-Dengler: „Ich bin meine eigene Inflation“. Franzobels Beitrag zur Physiognomie der neuesten Literatur aus Österreich. In: Literaturen, 2002, Nr. 11, S. 78–80.
- Andreas Herzog: „Gaumenfreuden: Gespräch mit Franzobel“. In: Neue deutsche Literatur, 1997, H. 2, S. 11–21.

Bücher
- Barbara Falter: Franzobel französisch? Eine Untersuchung literarischer und szenischer Übersetzungsprozesse unter besonderer Berücksichtigung der komischen Elemente. Diplomarbeit. Universität Wien, 2009.
- Andreas Freinschlag: Kynisch-komische Chaosmologie. Eine literaturgeschichtliche Ahnenforschung zu Franzobels Roman „Scala Santa“. Edition Praesens, Wien 2005, ISBN 3-7069-0310-5.
- Sibylla Haindl: Das Groteske als Strukturprinzip in Franzobels Roman „Scala Santa oder Josefine Wurznbachers Höhepunkt“. Diplomarbeit. Universität Wien, 2007. (Online-Version (Memento vom 7. Oktober 2009 im Internet Archive), PDF-Datei).
- Daniela Kirschstein und Johann Georg Lughofer (Hrsg.): Franzobel. Interpretationen, Kommentare, Didaktisierungen. Internationale Lyriktage der Germanistik Ljubljana, Bd. 7, Wien 2018.
- Notburga Leeb: Aspekte der Dialogizität in Franzobels „Die Musenpresse“. Diplomarbeit. Universität Wien, 2005.
- Alexander Sedlnitzky: Zur Funktion des Humors in den Kinderbüchern Franzobels. Diplomarbeit. Universität Stettin (Uniwersytet Szczeciński), 2020.